# Shashlik
Shashlik, hoặc shashlyk, là một món ăn gồm các khối thịt xiên và nướng, tương tự hoặc đồng nghĩa với shish kebab. Theo truyền thống, món có nhiều tên gọi khác ở Kavkaz và Trung Á, và từ thế kỷ 19 trở nên phổ biến với cái tên shashlik trên phần lớn Đế quốc Nga.

## Từ nguyên và lịch sử
Từ shashlik hoặc shashlick nhập vào tiếng Anh từ shashlyk của Nga, có nguồn gốc từ tiếng Thổ Nhĩ Kỳ. Trong các tiếng Thổ Nhĩ Kỳ, từ shish có nghĩa là xiên, và shishlik được dịch theo nghĩa đen là "có thể xiên được". Từ ngữ được cải biên theo tiếng Tatar Krym: "şış"   (' nhổ ') bởi Zaporozhian Cossacks và du nhập vào tiếng Nga vào thế kỷ 18, từ đó lan sang tiếng Anh và các ngôn ngữ châu Âu khác. Trước đó, tên tiếng Nga cho món thịt nướng trên xiên là verchenoye, từ vertel, 'nhổ'. Shashlik đã không đến được Moscow cho đến cuối thế kỷ 19. Kể từ đó, độ phổ biến lan rộng nhanh chóng; vào những năm 1910, đây là một món chủ yếu trong các nhà hàng ở St Petersburg và đến những năm 1920, nó đã trở thành một món ăn đường phố phổ biến khắp các vùng đô thị nước Nga.

## Cách nấu

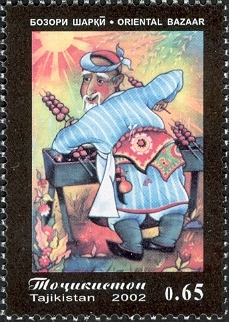
Con tem bưu chính của Tajikistan "Chợ phương Đông" có hình một ông già đang nướng shashlik trên mangal

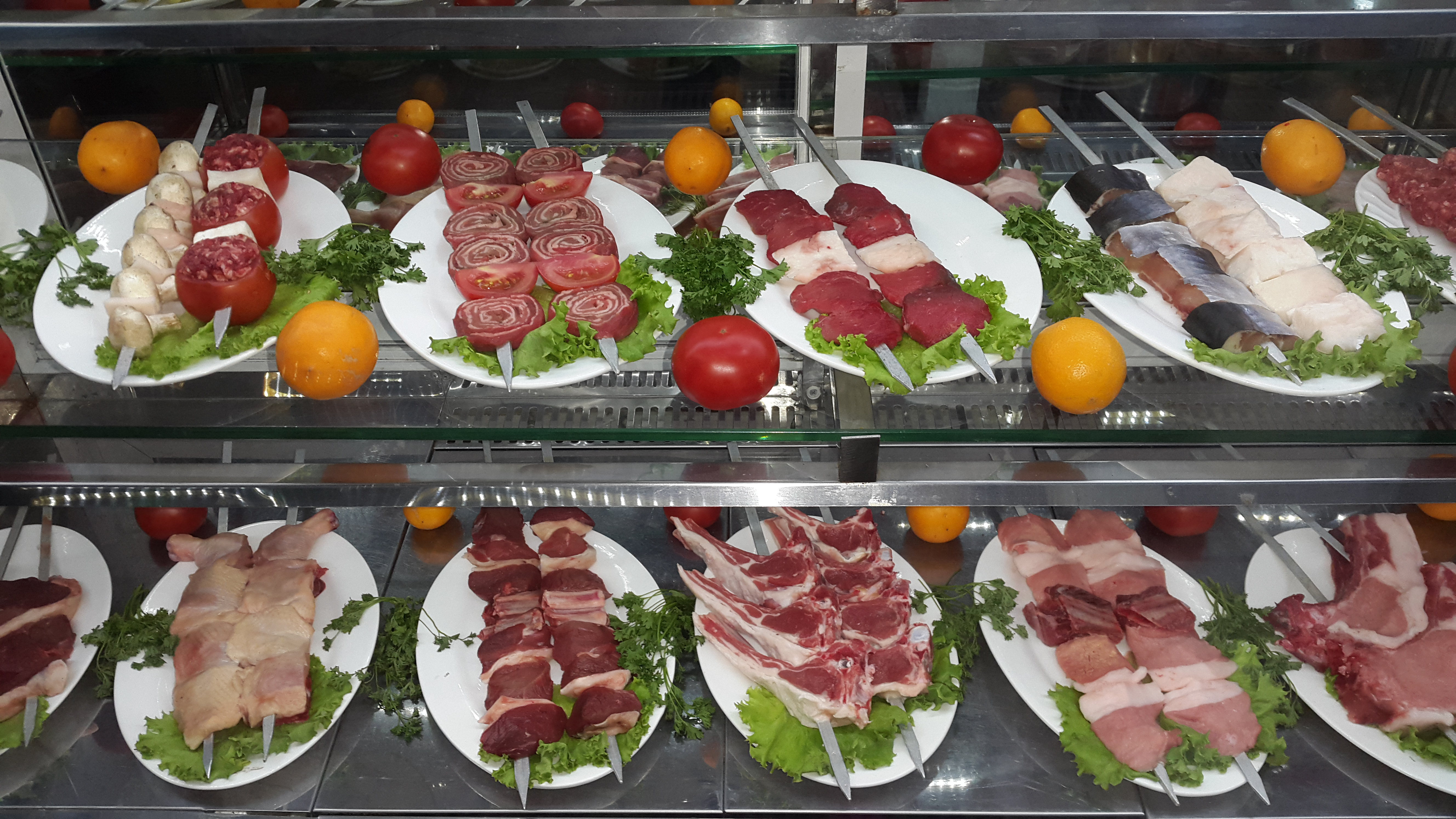
Các loại thịt cho shashlik (Samarkand, Uzbekistan)

Shashlik ban đầu được nấu bằng thịt cừu, nhưng ngày nay cũng dùng thịt lợn, thịt bò hoặc thịt nai, tùy thuộc vào sở thích của địa phương và tôn giáo. Xiên được cắm vào thịt, hoặc xen kẽ các miếng thịt, mỡ và rau như ớt chuông, hành tây, nấm và cà chua. Trong Ẩm thực Iran, thịt cho shashlik (như trái ngược với các dạng khác của shish kebab) thường trong khối lớn, trong khi những nơi khác cắt dạng khối thịt kích thước trung bình khiến món tương tự như brochette. Thịt được ướp qua đêm trong nước xốt có độ chua cao như giấm, rượu khô hoặc nước ép trái cây/rau chua có thêm hành, rau thơm và gia vị.
Trong khi không phải bất thường mà shashlik ngày nay được liệt kê trên menu nhà hàng, món thường được bày bán ở nhiều khu vực dưới dạng thức ăn nhanh của người bán hàng rong người rang xiên trên Mangal trên gỗ, than củi, hoặc than. Món cũng được nướng ngoài trời trong các cuộc tụ họp xã hội, tương tự như thịt nướng ở các nước nói tiếng Anh.